# ンバラ
ンバラ または ムバラ（英：Mbalax / Mbalakh）は、セネガルのダンス・ミュージックである。ンバラは西洋の音楽（ジャズ、ソウル、ラテン、ロックなど）と民族音楽（セネガルの打楽器サバールを使ったリズムなど）の融合である。ンバラという名前は、サバールのリズムから由来している。

## 歴史と影響

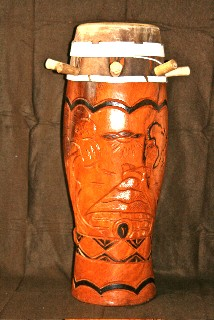
ンバラの中心楽器であるサバール

ンバラ・ミュージックは、1970年代にセネガルで生まれた。その頃、セネガルで人気のあった音楽は、キューバのルンバ、ハイチのコンパ、コンゴのスークース、アメリカン・ソウルとファンクだった。植民地政策から脱却し起源へ戻るアフリカ中心主義による影響で、セネガルのミュージシャン達はそれらの音楽と伝統的なセネガルの音楽を融合し、ナショナル・アイデンティティを採り入れた新しい音楽を創造しはじめた。ミュージシャン達はサバールのリズムに合わせ、ウォロフ語（セネガルの事実上の共通語）で歌いはじめ、ダンサー達はサバールに合わせて踊り、まるで伝統的なグリオのように歌手にチップを渡し始めた。
この新しいスタイルを演奏したバンドの中では、エトワール・ドゥ・ダカール（ユッスー・ンドゥールとエル・ハジ・フェイがボーカルを務める）やラーム・ダーン（チョーン・セックがボーカルを務める）が革新的で最も人気があった。そして、ンバラとその踊りは、他の地域（マリやモーリタニア、コートジボワールやフランスなど）まで広がっていった。
世界的なポップ・ミュージックの流行の影響を受け、ンバラはキーボード、シンセサイザーなどの電子楽器を使用するように進化していった。ンバラは初期はジャズ、ファンク、ラテン（特にキューバの音楽）、コンゴのポップスに影響を受けていたが、今日はR&B、ヒップホップ、クーペ＝デカレ、ズークやその他のラテン音楽やアフリカン・ポップスの影響を受けている。最近ではンバラ・アーティストはこれらのジャンルのアーティストとしばしば共演している。例えばヴィヴィアン・ンドゥールがズークのスターである Philip Montiero やマリ人のラップ・スターである Mokobe と共演した。おそらく最も有名なものは、ユッスー・ンドゥールがネナ・チェリーと共演した曲「Seven Seconds」であろう。それは、ンデール（リード・ドラム）、サバール（リズム・ドラム）、タマ（トーキングドラム）の音にアフリカ風かつアラビア風の微分音を多く含むボーカルが合わさる、西アフリカのダンス・ミュージックでは最も国際的に影響を与えた曲だった。

## ンバラ・ダンス
ンバラ・ダンスは、ナイトクラブや社交的な場（例えば結婚式、誕生会など）でよく踊られる。特に若いウォロフ族の間で人気がある。ンバラ・ダンスは、年齢や性別で運動内容は変化するが、骨盤の回転やひざを動かす運動を多用する。
ンバラ・ダンスは、人気曲の増加に対応して次々と新しい踊りが出現している。Patricia Tang は、この運動について以下のように記述している。

「踊りの一例として、「ventilateur」（扇風機の意味。挑発的に臀部を回す運動）や「xaj bi」（犬の意味。ダンサーが犬のように足を上げる）、「moulaye chigin」（サバールをブレイクした時に行う骨盤とひざの運動）があり、最近では「jelkati」（肘を曲げて上腕を左から右へ同方向に動かす運動）がある。そして、これらのダンスが流行しているのは、サバールと密接に関係がある。」

## 音楽と演奏楽器

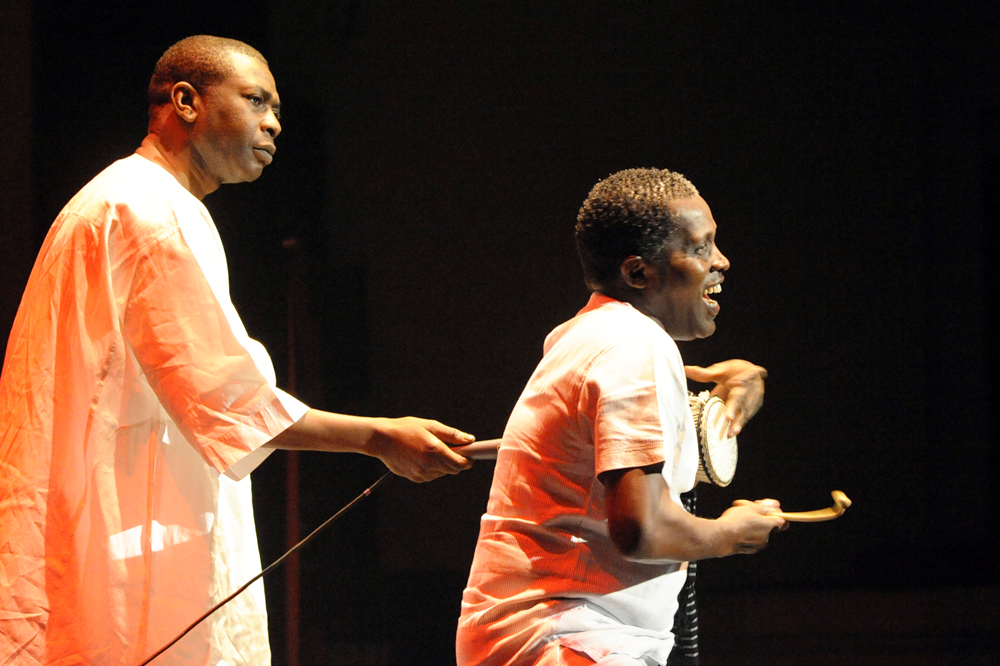
トーキングドラム演奏者とユッスー・ンドゥール

セネガルでは、楽器や歌は特定の性別や年齢層の人のものだった。音楽は、グリオのみが演奏することを許されていた。グリオは歴史や家系などをメロディに乗せて歌っていた。現在もグリオは、結婚式や葬式などの式典に参加している。
音楽はバラフォン、リティ、タマ（トーキングドラム）、サバールといった楽器で演奏される。1970年代にはフルート、エレクトリック・ギター、ピアノ、ヴァイオリン、トランペット、シンセサイザーといった西洋の楽器がダンスとともに使われるようになった。楽器の演奏に加え、歌（ウォロフ語、フランス語、英語のどれも使われる）とダンスは音楽に伴う。ンバラの歌詞は、社会、宗教、家族、道徳的な問題を歌うものが多い。
Patricia Tang は、以下のように記述している。

「ンバラの特徴としては、サバールのリズムとなる。ウォロフ族のサバール演奏者の用語で、ンバラとは伴奏を意味する。サバールのアンサンブルでは、それぞれのドラムは別の役割を果たす。ンバラのパートは、1つのダンスから他のダンスまでリズミカルに変化する。」

## 主なアーティスト
- ユッスー・ンドゥール
- チョーン・セック
- オマール・ペン、スーパー・ディアモノ
- ヴィヴィアン・ンドゥール